# Варґ Вікернес
Варґ Ві́кернес (норв. Varg Vikernes [ˈvarɡ ˈviːkeɳes]; нар. 11 лютого 1973; при народженні отримав ім'я Крістіа́н Ві́кернес, норв. Kristian Larssøn Vikernes; також відомий як Граф Ґрі́шнак, англ. Count Grishnackh) — норвезький музикант, творець і єдиний учасник блек-метал гурту Burzum, прихильник язичницьких поглядів.
Варґ Вікернес відбував тюремний термін за скоєне в 1993 році вбивство гітариста іншого блек-метал гурту Mayhem Євронімуса. За час ув'язнення написав ряд статей, згодом опублікованих у книзі «Мова Варґа». 10 березня 2009 року було опубліковано повідомлення про те, що чергове прохання про умовно-дострокове звільнення було задоволено і він найближчим часом буде випущений з в'язниці.. 22 травня Вікернес підтвердив своє звільнення. У документальному фільмі «Подорож металіста», присвяченому історії металу, Варґ був названий «найбільш сумнозвісним музикантом металу усіх часів» (англ. the most notorious metal musician of all time).
У фільмі «Доки світло не забере нас» Варґ Вікернес на питання про причини свого арешту та строку 21 рік ув'язнення (максимальний строк у Норвегії) він відповів, що окрім спалення трьох церков, підозра щодо яких була йому інкримінована та доведена, та вбивства Євронімуса, яке він скоїв через підозру замаху на власне вбивство з боку Євронімуса, Варґ з однодумцями зчинили стрілянину по закладах харчування МакДональдзу з гвинтівок. Однак винним він себе не вважає, тому що такі дії були зумовлені Європейським Союзом, християнством та НАТО. Норвегію та Швецію Варґ відніс до останніх радянських держав у Європі.

## Біографія
В одному з інтерв'ю Вікернес говорив, що його батько був інженером за освітою і працював у відділі безпеки однієї фірми, а мати була працівницею великої нафтової компанії. Його батьки розлучилися, і Варґа виховувала мати Лене Боре. Майкл Мойніган наводить слова Вікернеса про те, що його мати була расисткою і спокійно ставилася до спалення церков. Надалі Варґ постійно підтримував тісні контакти з матір'ю. У 1997 році її заарештували за підозрою в тому, що дала близько 20 000 доларів неонацистському угрупованню, яке, нібито, планувало операцію зі звільнення Варґа із в'язниці. Вікернес відкидав цю версію: він стверджував, що мати передавала гроші його доброму знайомому, який сам втік з в'язниці й потребував матеріальної допомоги. Після того, як Вікернесу відмовили в достроковому звільненні, вона опублікувала відкритий лист, в якому виступила на підтримку Вікернеса.
Вікернес захопився металом у 14 років. Спочатку він познайомився з творчістю Iron Maiden, потім почав слухати європейський треш-метал (Kreator, Celtic Frost, Destruction). Свій перший гурт, який був створений у 1988 або 1989 і у якому окрім Варґа грали ще двоє людей, він назвав Kalashnikov на честь своєї улюбленої зброї. Пізніше гурт був перейменований на Uruk-Hai (Урук-хай — різновид орків, які підпорядковувалися Саруману). Деякі зі складених тоді пісень пізніше були переписані Burzum. Також Вікернес глибоко захоплювався скандинавським язичництвом і у свій час був учасником неонацистської організації. 
Наприкінці 1980-х він почав грати в дез-метал гурті Old Funeral разом з майбутніми творцями Immortal Abbath'ом і Demonaz'ом. Проект Uruk-Hai дуже скоро припинив існування. 
У 1989 році Вікернес познайомився з Ейстейном Орсетом (норв. Øystein Aarseth), відомішим як Євронімус, який вже грав в гурті Mayhem (одні з піонерів блек-металу) і володів власним лейблом Deathlike Silence Productions (DSP). Варґ і Євронімус знайшли один в одного багато спільного (перш за все, ненависть до християнства), і Варґ вступив до створеної Євронімусом організації The Inner Black Circle Of Norway («Внутрішнє чорне коло Норвегії»), яка об'єднувала членів тоді ще нечисленних блек-металічних гуртів (у тому числі Emperor та Darkthrone) та звичайних сатаністів і ставила за мету знищення християнства у Норвегії. Пізніше Вікернес стверджував, що ця організація існувала лише теоретично й фактично нічого не зробила. Надалі Євронімус записав для дебютного альбому Burzum гітарне соло для пісні «War». При цьому Вікернес завжди заперечував свою приналежність до сатанізму, про яку часто писали ЗМІ. Про відмінність НСБМ та «рогатих» висловлювався:
| | Головна відмінність полягає в тому, що вони [сатаністи] не знають, що таке «честь». Коли вони говорять: «виживає найбільш підготовлений», вони під цим мають на увазі «виживають найпідступніші». Виживає той, хто стріляє в спину, виживають ті, хто вдесятьох нападають на одного, або ті, хто бреше і обманює. Це – сатанізм. |
| — Michael Moynihan & Didrik Søderlind «Lords of Chaos: The Bloody Rise of the Satanic Metal Underground» — Feral House, 2003 — 405 с. | |

Свого часу, згідно з окремими даними, надсилав вибухівку Salem як антитезу на неприязну відповідь.

## Вбивство Євронімуса
На початку 1993 року стосунки між гітаристом Mayhem Євронімусом та Вікернесом почали псуватися. Після підпалів церков Євронімус вирішив закрити свій магазин Helvete, оскільки він почав привертати увагу поліції та ЗМІ.
Вночі 10 серпня 1993 року Вікернес зарізав Євронімуса у його квартирі в Осло. Спочатку ЗМІ звинуватили у вбивстві шведських блек-металістів. Було висловлено припущення, що вбивство було результатом боротьби за владу, фінансової суперечки з приводу записів Burzum (Євронімус заборгував Вікернесу велику суму гонорару), або спроби «перевершити» недавню поножовщину в Ліллегаммері, скоєну барабанщиком гурту Emperor. Вікернес стверджує, що вбив Євронімуса з метою самооборони. Він каже, що Євронімус задумував оглушити його електрошоковою зброєю, зв'язати і закатувати до смерті під час відеозйомки події. Вікернес пояснює: «Якби він говорив про це всім і кожному, я б не сприйняв це всерйоз. Але він просто розповів обраній групі друзів, і один із них розповів мені». Він сказав, що Євронімус планував використати зустріч з приводу непідписаного контракту, щоб влаштувати йому засідку.
У ніч вбивства Вікернес і Снорре «Blackthorn» Рух поїхали з Бергена до квартири Євронімуса в Тойєнгаті в Осло. Снорре нібито стояв на сходовій клітці і курив, поки Вікернес йшов у квартиру до Євронімуса на четвертому поверсі. Вікернес сказав, що зустрів Євронімуса біля дверей, щоб вручити йому підписаний контракт, але коли він вийшов уперед і зіткнувся з ним, Євронімус «запанікував» і вдарив його ногою в груди. Вікернес стверджує, що Ошет побіг на кухню за ножем. Зав'язалася бійка, і Вікернес наніс Євронімусу декілька ножевих поранень. 
Тіло Євронімуса було знайдено на сходовій клітці першого поверху з 23 ножовими пораненнями – двома в голову, п'ятьма в шию і 16 в спину. Вікернес стверджував, що його останній удар у череп був настільки потужним, що ніж залишився у черепі Євронімусу, але жодні речові докази чи тілесні ушкодження не підтверджують його заяви. Вікернес стверджував, що більшість ран були викликані битим склом, на яке Євронімус впав під час боротьби. Після вбивства Вікернес і Блекторн поїхали назад у Берген. По дорозі вони зупинилися біля озера, де Вікернес позбавився свого закривавленого одягу. Emperor сумнівається в цій заяві про самооборону. Басист Mayhem Некробутчер вважав, що Вікернес дійсно вбив Євронімуса через вищезазначені загрози смертю.
Блекторн стверджував, що Вікернес планував убити Євронімуса і змусив його піти з ним. Він стверджував, що влітку 1993 року його мало не відправили до психіатричної лікарні, але він втік до Бергена і залишився з Вікернесом. Блекторн так казав про вбивство: «Я був ні за, ні проти цього. Мені було начхати на Ейстейна».
Вікернес, однак, стверджує, що він не планував вбивство і що Блекторн прийшов, щоб показати Євронімусу кілька нових гітарних рифів. Вікернес назвав претензії Блекторна «захистом [...], щоб переконатися, що я не можу звинуватити його [у вбивстві]».
Вікернеса заарештували 19 серпня 1993 року в Бергені. Поліція знайшла у нього вдома 150 кілограм вибухівки та 3000 набоїв. Згідно з Encyclopedia of White Power, Вікернес «мав намір підірвати Blitz House, радикальний лівий і анархістський анклав в Осло», і здійснити план, який «був на межі виконання».

## Burzum
Сам Варґ Вікернес називав своїм найкращим альбомом Hvis lyset tar oss. За його словами, «це перший альбом, на якому я грав музику, а не просто грав на різних інструментах».

## Життєва позиція

### Релігія
Варґ Вікернес відомий своєю активною діяльністю, спрямованою на відродження дохристиянських вірувань та світоглядів як усіх європейських народів загалом, так і німецьких народів зокрема, зважаючи на більшу автентичність скандинавської міфології та язичництва. У своїх публікаціях він неодноразово писав про те, що християнство – це нав'язана згори і чужа для європейських народів єврейська релігія, а їхньою істинною вірою є язичництво.
|                                                                                     | Язичництво не зазнало невдачі як релігія. Язичництво просто перестало бути офіційною релігією, бо це не релігія мас. Це релігія для здорових громад, утворених кількома людьми, які живуть у гармонії із природою. Це релігія для сильних, чистих, красивих і здорових, і для цих людей ця релігія є єдиною, якою варто слідувати. Коли решта світу впаде в тартарари через споживчість, капіталізм, інтернаціоналізм та юдео-християнські релігії, все це не буде настільки важливо, бо язичники залишаться нерозбещеними і сильними, живучи у своїх здорових і незалежних громадах у селах. Ніхто і ніщо не зможе зруйнувати нашу культуру чи расу, якщо навіть деякі з нас залишаться вірними нашій релігії […] |
| — Варґ Вікернес, «Язичництво: Частина VII - Чому Язичництво Зазнало Невдачі?», 2005 | |

У тій статті називає зростання населення планети як головну причину занепаду язичництва в південній Європі. 
Пізніше, у статті «Повість Барда: Частина VIII - Релігія чи Розум», Вікернес назве віруванням в будь-якого бога безумством:
|                                                                         | Практикування язичництва так, як це робили наші предки це великий безглуздий крок назад. Догми засновані на невігластві і помилкових уявленнях. Тільки дурні будуть продовжувати вірити в "Бога" (будь-якого бога!) не дивлячись на те, що ми знаємо, що ці ідеї засновані на невігластві і помилкових уявленнях людей Кам'яного віку. У ті часи їм не дано було знати більшого, зате нам це відомо. Чи віримо ми в декількох або тільки одного бога, не має значення, – все це безумство. |
| — Варґ Вікернес, «Повість Барда: Частина VIII - Релігія чи Розум», 2007 | |

Сам Вікернес, як він зазначав в інтерв'ю Йоні Йокінену, заявив, що не є прихильником віри в релігійному значенні слова:
|                                                | […] можу запевнити вас, що абсолютно не вірю в будь-яких духів чи божеств. Я вважаю подібну віру наслідком елементарного невігластва, чи, по суті, браку розуму. Дуже багато знаю про релігію, щоб бути релігійним, так би мовити, та й не настільки я дурний. |
| — Варґ Вікернес в інтерв'ю Йоні Йокінену, 2010 | |

### Неонацизм і расизм
Варґ Вікернес притримується ідей антисемітизму і є прибічником жидомасонської змови, звинуваючи євреїв у руйнуванні усіх націй на Землі, будівництвом світового єврейського храму, і поневоленні людства за заповітом євреїв та їхніх слуг – масонів.
У своїй книзі «Промови Варга II» називає людей з III і IV групами крові неповноцінними.

#### Андерс Брейвік
У 2011 році Брейвіка засудили за вбивство 77 людей, більшість із яких були підлітками, внаслідок терактів, які вразили Норвегію. Брейвік спочатку підірвав штаб-квартиру уряду, вбивши вісім людей, а потім влаштував бійню на острові Утея, внаслідок якої 69 людей загинули в літньому таборі для молодих членів правлячої Лейбористської партії.
Згодом Брейвік сказав, що напади були виправдані, тому що його жертви були зрадниками за відданість мультикультуралізму.
Свого часу Вікернес отримав копію маніфесту Андерса Брейвіка, яку потім роздивлявся на своєму сайті. В статті «Війна в Європі: частина V – викриття Брейвіка» він критикує вбивцю за те, що він убив більше невинних норвежців, ніж мусульман. Вікернес звинувачує Брейвіка в тому, що він сіоністський агент і «християнин-невдаха»:
|                                                                        | Ти вбив більше норвежців, ніж це зробило все мусульманське населення Норвегії за останні 40 років, і ти стверджуєш, що є норвезьким націоналістом і патріотом, який бореться (разом зі своїми єврейськими господарями) проти ісламу, щоб захистити нас від їхніх злочинів!? Шкода, але ти припустився величезної помилки. Іслам завезений до Європи євреями, тому подібні тобі особи біжать до євреїв і борються за них, як це зробив ти, вбивши майбутніх матерів норвезьких дітей. Смерть тобі та іншим "європейським" сіоністам! Ти – головне лихо Європи, бо подібні до тебе особистості дозволяють євреям вести Європу в кювет. Євреї не могли б щось зробити з нами, якби не такі християнські невдахи, як ти! |
| — Варґ Вікернес, «Війна в Європі: частина V – викриття Брейвіка», 2012 | |

|                                                                        | Якщо ви, дорогі європейські націоналісти, дійсно хочете врятувати Європу (як біологічний термін), ви повинні зрозуміти, що єдине, що потрібно зробити, це відкинути всю християнську інтернаціональну нісенітницю і прийняти лише європейські (тобто язичницькі) цінності та ідеали. І якщо вам також подобаються європейські божества, якщо ви якось працюєте на християнство, ви працюєте на євреїв. Легко і просто. |
| — Варґ Вікернес, «Війна в Європі: частина V – викриття Брейвіка», 2012 | |

Пізніше в інтерв'ю для Жори Дементьєва в 2016 році Вікернес, відповідаючи на питання про російську агресію в Україні, виправдовував убивства дітей на острові Утея, назвавши їх дітьми діючих політиків, а не простих людей:
|                                                            | Дементьєв: Ти кажеш так, тому що росіяни не вбивають твоїх друзів. Ти писав що Брейвік поганий, тому що вбивав простих людей, а не владу. Російська армія в цьому як Брейвік: вбиває простих людей, а не уряд. Вікернес: [...] Українська армія і міліція будуть праві лише тоді, якщо почнуть воювати проти режиму в Києві. Але замість цього, вони переважно вбивають мирних російських жителів. Брейвік убив дітей діючих політиків, між іншим. Не простих людей. |
| — Варґ Вікернес в інтерв'ю для Жори Дементьєва в 2016 році | |

#### Команда Вікернеса
В середині 2014 року на територію невизнаної Донецької Народної Республіки прибув іноземний доброволець Кувельє Гійом на псевдо Леонорманд Гуілауме, який допоміг організувати французько-сербський підрозділ іноземних бойовиків під назвою «Unité Continentale» (фр. «Континентальна єдність»), яка сповідує ідеологію євразійства Олександра Дугіна. Пізніше відколовшись від цього підрозділу, Леонорманд і ще один доброволець, Рафаель Лусваргі, організували свою групу «Команда Вікернеса» (англ. «Team Vikernes»). Команда входила до підрозділу «Призрак» Олексія Мозгового (так само як і ДШРГ «Русич» Мільчакова).
Наприкінці 2015 вони залишили Донбас і поїхали воювати в Сирію на бік ісламістів-курдів, де виступали проти режиму Башара Асада, в підтримку якого сам же Гійом раніше організовував акції у Франції.
Пізніше Гійом пройшов навчання в армії США та почав служити в американській піхотній дивізії на Гаваях, а бразилець Лусваргі був затриманий СБУ і засуджений в 2017 році українським судом до 13 років ув'язнення.
Під час присутності Лусваргі на Донбасі Варг так коментував чергове відео Рафаеля про вбивство «укропу» на Донбасі: «Слава тобі, Рафаєль! Я салютую тобі!». Водночас Вікернес заперечує свою причетність до угрупування, про це він каже в одному з інтерв'ю 2016 року:
|                                                            | Команда Вікернеса була групою бразильських добровольців, які воювали на російській стороні. Вони не пов'язані зі мною, але я знаю про них. |
| — Варґ Вікернес в інтерв'ю для Жори Дементьєва в 2016 році | |

Після арешту в інтерв'ю для «Радіо Свобода», відповідаючи на питання про ідею створення такої назви команди Рафаель Лусваргі казав, що спочатку вони (бразильці) хотіли назвати її іменем Че Гевари, проте інші бойовики запропонували ім'я Вікернеса:
|                                                             | Коли це був ще не підрозділ, а маленька група, хлопці запропонували таке ім’я, а не Че Гевара, як ми, бразильці, хотіли. Ми не були проти. Мені подобається ідея нового світу Вікернеса. Коли він був молодим, мав фашистські ідеї, але він сказав, що більше не підтримує їх. |
| — Рафаель Лусваргі в інтерв'ю для Радіо Свобода в 2017 році | |

В тому ж інтерв'ю Лусваргі каже про особисте спілкування з Варґом:
|                                                             | Радіо Свобода: Ви з ним спілкувались? Він знає, що на боці угруповання «ДНР» на Донбасі воювали люди під його ім’ям? Рафаель Лусваргі: Так! Він мені сказав: «Коли я почув про це, я подумав, що це поганий жарт. Але потім я дізнався, що це ти і все стало зрозуміло». Але він теж не розуміє, навіщо така війна. |
| — Рафаель Лусваргі в інтерв'ю для Радіо Свобода в 2017 році | |

### Політичні переконання
Вікернес притримується відкрито проросійської позиції в питанні російської агресії в Україні. В інтерв'ю для Жори Дементьєва в 2016 році він називає діючу владу України «жидівським режимом» і «жидівським урядом, засланим з США». В тому ж інтерв'ю звинувачує Україну у початку російсько-української війни і вбивстві мирних жителів, якими для нього є росіяни в Донецькій області. За його переконанням, причиною війни є намагання українців змусити росіян, проживаючих на території України, відмовитися від власної мови, коли ті пручаються і прагнуть до незалежності:
|                                                            | Вся суть цього конфлікту в тому, що Українці хочуть змусити їх відмовитися від власної мови тощо. А вони пручаються і прагнуть до незалежності. Я читаю новини по обидва боки, і виглядає так, що обидві сторони розповідають багато брехні, але українська сторона бреше більше і також вона обслуговує інтереси США. Я також спілкуюся з людьми, які безпосередньо беруть участь в конфлікті. Я знаю більше ніж тобі здається. |
| — Варґ Вікернес в інтерв'ю для Жори Дементьєва в 2016 році | |

В листопаді 2019 році в своєму твітері заявив, що «СРСР не мав права віддати Крим Україні». На даний момент твітер Вікернеса заблоковано, а твіти недоступні, проте про це також пише російське пропагандиське видання Царьград, а скріншоти твітів є на сайті центру «Миротворець».
Варґ Вікернес визнає Голодомори в Україні геноцидом українців. Водночас перекладає відповідальність за це не на росіян, а на євреїв, називаючи їх авторами Радянського Союзу: 
|                                                            | Український НС рух не є нормальним НС рухом, це переважно анти-російський рух. Більшість пропаганди про те, що Росія погана, вона навіть звинувачує Росію в Голодоморі, в той час, як всі інтелігентні люди знають, що росіяни не створювали Радянський Союз. Це зробили євреї. Тому в чому звинувачувати Росію? |
| — Варґ Вікернес в інтерв'ю для Жори Дементьєва в 2016 році | |

2021 року Вікернеса було внесено до бази центру «Миротворець» за антиукраїнську пропаганду та заперечення російської агресії проти України.

## Цікаві факти
- Подіям 11 серпня 1993 присвячена пісня «The Day Burzum Killed Mayhem» німецького блек-металічного проекту Nargaroth з альбому Black Metal ist Krieg. Пісня починається з оригінального аудіофрагмента з випуску новин норвезькою мовою, в якому  йдеться про ці події.